# Wanted Dead or Alive (musikalbum)
Wanted Dead or Alive är Warren Zevons debutalbum, utgivet 1969.

## Låtlista
När inte annat anges är låtarna skrivna av Warren Zevon.
1. "Wanted Dead or Alive" (Kim Fowley, M. Cerf) – 2:36
2. "Hitchhikin' Woman" – 2:16
3. "She Quit Me" – 4:48
4. "Calcutta" – 2:19
5. "Iko Iko|Iko-Iko" (Marilyn Jones, S. Jones, J. Jones, M. Thomas) – 1:54
6. "Traveling in the Lightning" – 3:05
7. "Tule's Blues" – 3:32
8. "A Bullet for Ramona" (Zevon, P. Evans) – 3:50
9. "Gorilla" – 3:23
10. "Fiery Emblems" (instrumental) – 3:15